# Cerveja Ichnusa
A Cerveja Ichnusa é uma cerveja que tem as suas origens na Sardenha uma ilha Italiana, possui esse nome devido a uma antiga denominação de origem grega dessa ilha (Ἰχνοῦσσα, Ichnôussa o Icnussa).
Fundada em 1912 por Amsicora Capra, desde 1986 é de propriedade da Heineken, que ainda produz a cerveja na mesma fábrica de fundação na cidade de Assemini na província de Cagliari na ilha de Sardenha.

## Características da Cerveja
É uma cerveja de tipo Lager e possui um teor alcoólico de 4,7%. O seu suave aroma de lúpulo lhe concede um característico gosto amargo.
Em comemoração do 90º aniversario 2002 foi iniciada a produção de uma versão especial da cerveja, com um teor alcoólico de 5,6% e com a introdução, em diferença da versão tradicional, de uma especial seleção de lúpulos.
Desde 2006 está também disponível no mercado uma versão da cerveja chamada Jenna - A Cerveja Crua. É uma cerveja Lager, com um teor alcoólico de 4,9%, caracterizada pelo procedimento de microfiltração (não pasteurizada). Em comparação com a versão clássica, possui um sabor mais intenso e delicadamente amargo.